# Gemma Snellman
Gemma Snellman, född Funtek 17 januari 1910 i Viborg i Finland, död 27 augusti 1996 i Furudal i Ore församling i Dalarna, var en svensk översättare och författare.
Snellman var 1953 anställd vid Norstedts förlag i Stockholm. Hennes egen produktion inskränkte sig till fyra böcker, medan översättningarna räknas till runt 100. Numerärt dominerar ungdomsböckerna bland översättningar, men där återfinns också deckare och facklitteratur.
Snellman grundade också, tillsammans med Sofia Uppman, Smådjursklubben, den första svenska föreningen för smådjur.
Hon var dotter till kapellmästaren Leo Funtek och sångerskan Ingeborg Liljeblad. Till och med 1953 skrev hon sig Gemma Funtek-Snellman. Hon var gift med Helge Snellman (född 1898), men skild från honom 1950.